# 伸紀電設
有限会社伸紀電設（しんきでんせつ、英: Shinki Densetsu）は、愛知県岡崎市に本社を置く、電設会社である。

## 概要
1989年1月、鈴木住夫が創業した。1994年8月に山武計装株式会社（現アズビル株式会社）と工事請負基本契約を締結。2015年8月に第2代社長として鈴木浩晃が就任した。

## 沿革
- 1989年1月　伸紀電設創業
- 1991年11月　事務所、倉庫を建設
- 1993年3月　有限会社伸紀電設設立
- 1994年2月　建設業許可（電気工事業）取得
- 1994年8月　山武計装株式会社（現アズビル株式会社）と工事請負基本契約を締結
- 1998年2月　新事務所建設
- 2015年8月　鈴木浩晃社長就任